# Genie (Terex)
Genie是Terex旗下的一家美国公司，生产用于建筑、维护、仓库储存和设备安装的工作升降機和平台。该公司由Bud Bushnell于1966年创立，直到2002年被Terex收购。Genie在全球各地开展业务，其总部位於華盛頓州雷德蒙德。